# 埃米莉·彻丽
埃米莉·彻丽（英語：Emilee Cherry，1992年11月2日—），澳大利亚女子橄榄球运动员。她曾代表澳大利亚七人制国家队参加2016年夏季奥林匹克运动会七人制橄榄球比赛，获得一枚金牌。